# Bill Inlet
Das Bill Inlet ist eine kleine Bucht an der Südküste und nahe dem westlichen Ende Südgeorgiens. Sie liegt unmittelbar östlich des Undine Harbor.
Der Name der Bucht erscheint erstmals auf einer Landkarte der britischen Admiralität des Jahres 1929. Der Benennungshintergrund ist nicht überliefert.